# Jelav
Jelav (Servisch cyrillisch Јелав) is een plaats in de Servische gemeente Loznica. De plaats telt 679 inwoners (2002).